# GEDOK

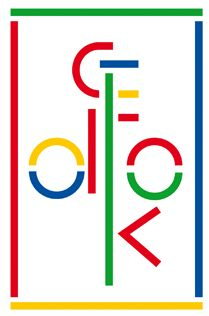
Offizielles Logo Bundesverband GEDOK

Die GEDOK, 1926 als „Gemeinschaft deutscher und oesterreichischer Künstlerinnen und Kunstfreundinnen“ gegründet, ist als Bundesverband der Gemeinschaften der Künstlerinnen und Kunstfördernden e. V. bis heute das älteste und europaweit größte Netzwerk für Künstlerinnen aller Kunstgattungen.

## Organisation und Ziel
Der Bundesverband zählt zurzeit mehr als 2.750 Mitglieder in 23 Regionalgruppen in Deutschland. Der Bundesverband und die Regionalgruppen präsentieren weibliches Kunstschaffen auf den Gebieten Bildende Kunst, Angewandte Kunst/ArtDesign, Literatur, Musik und Interdisziplinäre/Darstellende Kunst in der Öffentlichkeit, um Künstlerinnen zu fördern und deren besondere Lebens- und Arbeitssituation zu verbessern. Der gemeinnützige Verein setzt sich für die gendergerechte Gestaltung aller Bereiche künstlerischen Schaffens sowie für die paritätische Besetzung von Gremien und Spitzenpositionen in Kunst und Kultur ein. In der Öffentlichkeit ist der Künstlerinnenverband präsent durch interdisziplinäre Kunstprojekte, Ausstellungen, Konzerte, Lesungen, Symposien, Publikationen und Kataloge. Durch das Engagement seiner kunstfördernden Mitglieder unterstützt der Verein seine künstlerisch tätigen Mitglieder ideell und finanziell.
Der Verein ermöglicht vielfältige Begegnungen mit Kunst und Künstlerinnen durch Ausstellungs- und Atelierbesuche, Werkstattgespräche, Kunst- und Kulturreisen. Die Arbeit von Künstlerinnen wird gefördert durch die Auslobung von Preisen und Preisverleihungen, Auszeichnungen, Stipendien und Ausschreibungen von Wettbewerben durch den Bundesverband und die Regionalgruppen. Für herausragende Werke werden folgende Preise verliehen: Ida-Dehmel-Kunstpreis der GEDOK und Gabriele Vossebein für Bildende Kunst, GEDOK FormART Elke und Klaus Oschmann Preis für Angewandte Kunst, Ida-Dehmel-Literaturpreis und GEDOK Literaturförderpreis. In der Sparte Musik fördert die GEDOK e. V. durch Konzerte und Wettbewerbe.
Die GEDOK e. V. beteiligt sich an der Vergabe des Gabriele Münter Preises für Bildende Künstlerinnen und ist Herausgeberin von Katalogen, Dokumentationen, Anthologien und Editionen. Der Bundesverband engagiert sich in nationalen und internationalen Kultureinrichtungen, politischen Gremien und Verbänden und ist z. B. in folgenden nationalen und internationalen Organisationen vertreten: Internationale Gesellschaft der Bildenden Künste, Deutscher Kulturrat, Deutscher Kunstrat, Deutsche Literaturkonferenz, Deutscher Musikrat, Stiftung Kunstfonds, Deutscher Frauenrat.
Die GEDOK e. V. ist vertreten in der Verwertungsgesellschaft Bild-Kunst und in der Auswahljury Kunst am Bau der Bundesregierung. In den oben genannten Gremien arbeitet der Bundesverband kulturpolitisch zugunsten der professionellen Interessen von Künstlerinnen. Nach innen versteht sich die GEDOK als Netzwerk und ermöglicht ihren Künstlerinnen intensiven Austausch und Zusammenarbeit – über disziplinäre und regionale Grenzen hinweg.

## Gründung

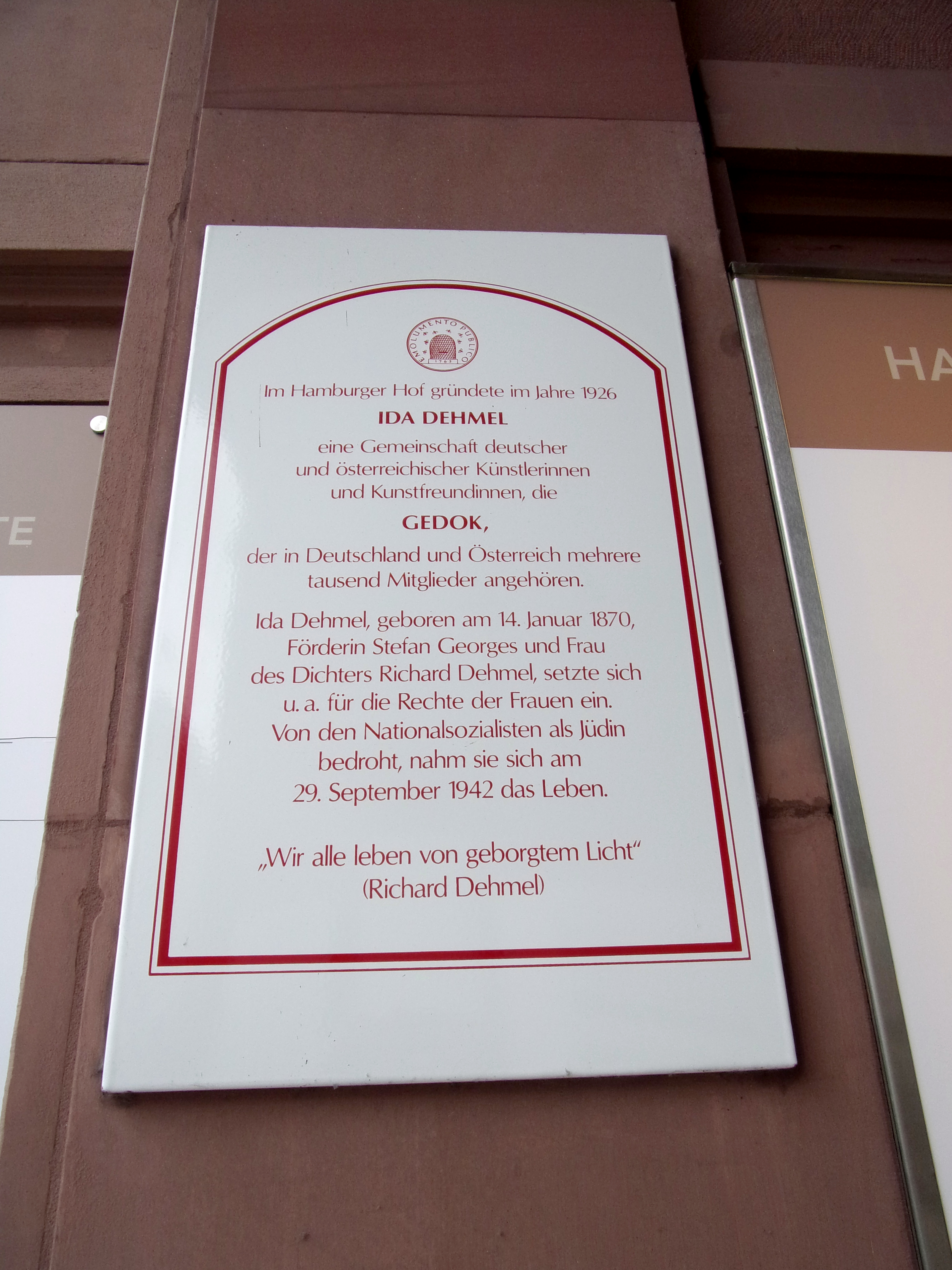
Ehrung für Ida Dehmel am Gebäude Hamburger Hof

Der Verein wurde 1926 in Hamburg von Ida Dehmel (1870–1942) als „Gemeinschaft deutscher und oesterreichischer Künstlerinnen und Kunstfreundinnen“ gegründet. Ida Dehmel war Werkbundmitglied und im Vorstand des ersten Zonta-Clubs. Nicht nur hier trat sie für die Rechte von Frauen ein. Insbesondere förderte sie Künstlerinnen, indem sie für deren Unterstützung ein Netzwerk engagierter Mäzeninnen ins Leben rief. 1927 wurde in Hannover die GEDOK NiedersachsenHannover gegründet, 1929 erfolgten die Gründungen der Kölner Gruppe unter dem Vorsitz von Alice Neven DuMont, der GEDOK Heidelberg unter Vorsitz von Stephanie Pellissier und der GEDOK Karlsruhe, 1930 der GEDOK Leipzig durch Edith Mendelssohn Bartholdy, 1932 der GEDOK Berlin.

## Zeit des Nationalsozialismus
Kurz nach der nationalsozialistischen Machtergreifung wurde Ida Dehmel 1933 aufgrund ihrer jüdischen Herkunft zum Rücktritt aus dem Vorstand gezwungen und schließlich aus der GEDOK ausgeschlossen. Das gleiche Schicksal erfuhren andere jüdische Mitglieder wie z. B. auch Anita Ree. Die Verfolgungen durch das nationalsozialistische Regime trieben Ree 1933 und Dehmel 1942 in den Freitod. Als neue Vorsitzende wurde Elsa Bruckmann (Mitglied der NSDAP) eingesetzt, die Künstlerinnenvereinigung wurde in „ReichsGEDOK“ umbenannt.
Kurz nach dem Zweiten Weltkrieg fanden sich die ersten GEDOK-Gruppen wieder zusammen: 1945 in Stuttgart, 1946 in Hannover, Mannheim, Hamburg, in Köln 1947 und 1948 in Heidelberg. 1948 formierte sich der Bundesverband GEDOK neu. Die konstituierende erste Sitzung fand im Haus von Anna Maria Darboven auf Initiative von Marianne Gärtner, der Nichte von Ida Dehmel, in Hamburg statt.
2010 löste sich die „Sektion Österreich“ bis auf Weiteres auf.
1990 gründeten sich nach der Wiedervereinigung weitere Regionalgruppen in den neuen Bundesländern, darunter GEDOK Brandenburg, GEDOK Mitteldeutschland in Leipzig und GEDOK Mecklenburg-Vorpommern, so dass der Verein mit seinen 23 Regionalgruppen heute ein funktionierendes Netzwerk bildet.

## Vorstand
Sitz des Bundesverbandes GEDOK e. V. ist Bonn (Haus der Kultur), wo sich auch dessen Geschäftsstelle befindet. Der engere Vorstand innerhalb des Gesamtvorstandes mit Vertreterinnen der Künstlerinnen und Kunstfördernden besteht aus der Präsidentin, der ersten stellvertretenden Vorsitzenden, der zweiten stellvertretenden Vorsitzenden, der Schatzmeisterin und der Schriftführerin.
Präsidentinnen der GEDOK
- 1926–1933: Ida Dehmel
- 1933: Gertrud Kapesser und Bertha Schwannecke (tatsächlich gleichgeschaltet unter der Regie von Toni Schütte, Bremen)
- 1933–1937: Elsa Bruckmann, München (NSDAP-Mitglied)
- 1948–1959: Marianne Gärtner (Nichte von Ida Dehmel), Hamburg
- 1959–1964: Felicitas Rothe (später Gräfin Rothenburg)
- 1964–1968: Felicitas Barg, Hamburg
- 1968–1974: Annelie Rall, Göppingen
- 1974–1978: Sybille Niester, Hamburg
- 1978–1988: Gisela Gräfin von Waldersee, Stöfs, Schleswig-Holstein; Vizepräsidentin: Marianne Dickel, Köln
- 1988–2000: Renate Massmann, Wuppertal; Vizepräsidentinnen: Esther Block, München, Margret Schulz aus dem Kahmen, Lübeck, Nanna Zernack, Berlin (ab 1992)
- 2000–2006: Kathy Kaaf, Bonn; Vizepräsidentinnen: Nanna Zernack, Berlin, Dr. Gerlinde Förster, Brandenburg (bis 2004), Susanne Meier-Faust, M. A., Freiburg (ab 2004 – 2006)
- 2006–2012: Ingrid Scheller, Köln; Vizepräsidentinnen: Renate Christin, Regensburg (bis 2008) dann Heralde Schmitt-Ulms, Hannover (2008 – 2012); 2. stellvertretende Vorsitzende: Aloisia Taurit, Lübeck (2006 bis 2008)
- 2012–2018: Ulrike Rosenbach, Bad Münstereifel; Vizepräsidentinnen: Dr. Gerlinde Förster, Brandenburg, Heralde Schmitt-Ulms, Hannover (bis 2014), Gudrun Mettig, Köln (2014 – 2018)
- 2018–2022: Ursula Toyka-Fuong, Bad Honnef; Vizepräsidentinnen: Susanne Meier-Faust, M. A., Freiburg, Gudrun Mettig, Köln (bis 2020)
- seit 2022: Béatrice Portoff, Wiesbaden Mainz; Vizepräsidentinnen: Ingeborg Ohmes, Freiburg, Brunhild Fischer, Mitteldeutschland

## Gemeinnützigkeit und Aufnahmebedingungen
Der Verein ist als gemeinnützige Organisation anerkannt. Die Mitglieder engagieren sich ehrenamtlich. Der Verein bezieht seine finanziellen Mittel aus Beiträgen und Spenden sowie projektgebundenen Zuschüssen. Eine Besonderheit ist, dass nicht nur Künstlerinnen aller Sektionen, sondern auch kunstfördernde Mitglieder aufgenommen werden. Die Aufnahme in den Verband erfolgt über die Regionalgruppen. Bei Künstlerinnen ist ein Hochschulabschluss erwünscht, aber auch qualifizierte Autodidaktinnen können sich bewerben. Eine Fachjury in den Regionalgruppen entscheidet über die Aufnahme von Künstlerinnen.